# Dunningen
Dunningen är en kommun och ort i Landkreis Rottweil i regionen Schwarzwald-Baar-Heuberg i Regierungsbezirk Freiburg i förbundslandet Baden-Württemberg i Tyskland. 
Den tidigare kommunen Lackendorf ujppgick i Dunningen 1 augusti 1972 och Seedorf 1 januari 1974.
Kommunen ingår i kommunalförbundet Dunningen tillsammans med kommunen Eschbronn.